# Theo Saevecke
Theo Saevecke (ur. 22 marca 1911 w Hamburgu, zm. 16 grudnia 2000) – niemiecki oficer, zbrodniarz wojenny.
W czasie II wojny światowej w 1942 roku w stopniu SS-Hauptsturmführer dowódca Einsatzgruppe IV w okupowanej Polsce (1939–1940), Specjalny Przedstawiciel SD w Libii i Tunezji (1942–1943); od września 1943 w Mediolanie, jako szef Gestapo popełnił szereg zbrodni (uzyskał przydomek „rzeźnik z Mediolanu”).
Po wojnie pracownik zachodnioniemieckiej policji kryminalnej.
W 1998 roku został przez włoski sąd wojskowy skazany zaocznie na karę dożywotniego pozbawienia wolności za zbrodnie popełnione w czasie II wojny światowej.
Zmarł jako emeryt w 2000 roku.